# Lingga Raja I
Lingga Raja I is een bestuurslaag in het regentschap Dairi van de provincie Noord-Sumatra, Indonesië. Lingga Raja I telt 1460 inwoners (volkstelling 2010).